# Etikoppāka
Etikoppāka är en ort i Indien.   Den ligger i distriktet Vishākhapatnam och delstaten Andhra Pradesh, i den sydöstra delen av landet, 1 400 km söder om huvudstaden New Delhi. Etikoppāka ligger 229 meter över havet och antalet invånare är 12 000.
Terrängen runt Etikoppāka är kuperad åt nordväst, men åt sydost är den platt. Etikoppāka ligger uppe på en höjd. Runt Etikoppāka är det tätbefolkat, med 511 invånare per kvadratkilometer. Närmaste större samhälle är Elamanchili, 14,2 km öster om Etikoppāka. Omgivningarna runt Etikoppāka är en mosaik av jordbruksmark och naturlig växtlighet.